# Adventures of Sherlock Holmes
Adventures of Sherlock Holmes, noto anche come Sherlock Holmes, è un cortometraggio muto del 1905 diretto da James Stuart Blackton basato sul detective creato da Arthur Conan Doyle, e in particolare sul romanzo Il segno dei quattro. Il film è considerato perduto.
Si tratta della prima sceneggiatura firmata da Theodore A. Liebler Jr. Per il mercato britannico, al film fu dato il titolo alternativo Held for a Ransom.

## Cast
Il film era prodotto dalla Vitagraph, e includeva nel cast H. Kyrle Bellew e J. Barney Sherry, sebbene non si conoscano i ruoli da loro interpretati. Nel libro Public Life of Sherlock Holmes, scritto da Micheal Pointer e pubblicato nel 1975, si afferma che il protagonista di Adventures of Sherlock Holmes è l'attore Maurice Costello, in quello che sarebbe stato il suo debutto al cinema, dato che il film precede di tre anni Salome (1908). Per oltre due decenni è sopravvissuta la convinzione che a interpretare Holmes sia stato Costello, tuttavia lo studioso di Sherlock Holmes Leslie S. Klinger ha scritto che l'identificazione di Costello nel ruolo è erronea, e che lo stesso Pointer abbia riconosciuto il suo errore e lo abbia documentato in una lettera indirizzata a Klinger. Di seguito un estratto di tale lettera, pubblicata da Klinger nel suo articolo "Was Maurice Costello The First Screen Sherlock Holmes?" su The Baker Street Journal, edizione del giugno 1998:

## Distribuzione
Uscì in sala il 7 ottobre 1905, distribuito dalla  Vitagraph. Il film è considerato perduto, ma ne esistono dei frammenti alla Library of Congress (da un positivo a 35 mm)